# Pompeius (consul in 501)
Pompeius (gestorven in 532) was een politicus van het Oost-Romeinse Rijk en familie van keizer Anastasius I (regering 491-518). Hij was de zoon van Secundinus en Caesaria, de zuster van Anastasius I. Pompeius en zijn broer Hypatius waren dus de neven van Anastasius I. Secundinus, Pompeius en Hypatius zijn consul geweest. 
Pompeius had een militaire carrière en was consul in 501. Hij was betrokken bij de Iberische Oorlog (526-532) en leidde in 528 versterkingen van Illyriërs, Scythen, Thraciërs en Isauriërs, naar het Perzische front. De Byzantijnen streden er tegen de Perzische sjah Kavad I en diens zoon en opvolger Khusro I. Pompeius' broer Hypatius was daarbij magister militum per Orientem en Pompeius kan de rang hebben gehad van magister militum praesentales of magister militum vacans. 
Pompeius komt naar voren in het verslag van het Nika-oproer in 532 van Procopius. Justinianus I was toen de Byzantijnse keizer en hij stuurde de senaat weg uit het paleis. Onder de leden van de senaat waren Hypatius en Pompeius. Het volk, dat in opstand was gekomen tegen hun keizer kwam 's morgens naar hen toe. In het Hippodroom verklaarde het volk Hypatius tot keizer. Na het neerslaan van de opstand werden Pompeius en zijn broer door Justinianus ter dood veroordeeld en hun lichamen in zee geworpen.
Pompeius was getrouwd met Anastasia, een Chalcedonische christen. Ze hadden een zoon met de naam Johannes, die rond 546-548 met een nicht van Justinianus I huwde.